# Bashaw (Alberta)
Pour les articles homonymes, voir Bashaw.
Bashaw est une ville (town) du Comté de Camrose, située dans la province canadienne d'Alberta.

## Démographie
En tant que localité désignée dans le recensement de 2011, Bashaw a une population de 873 habitants dans 376 de ses 431 logements, soit une variation de 9.7% avec la population de 2006. Avec une superficie de 2,844 6 km2, la ville possède une densité de population de 306,897 3 hab/km2 en 2011.
Concernant le recensement de 2006, Bashaw abritait 796 habitants dans 335 de ses 350 logements. Avec une superficie de 2,844 6 km2, la ville possédait une densité de population de 279,8 hab/km2 en 2006.
| 2001 | 2006 | 2011 | 2016 |
| ---- | ---- | ---- | ---- |
| 825  | 796  | 873  | 830  |